# Pozezdrze (gmina)
Pozezdrze – gmina wiejska w województwie warmińsko-mazurskim, w powiecie węgorzewskim. W latach 1975–1998 gmina położona była w województwie suwalskim a w latach 1999–2001 w powiecie giżyckim.
Siedziba gminy to Pozezdrze.
Według danych z 30 czerwca 2004 gminę zamieszkiwało 3575 osób, w roku 2001 zaś 3796 osób. Natomiast według danych z 31 grudnia 2019 roku gminę zamieszkiwało 3253 osób.

## Struktura powierzchni
Według danych z roku 2002 gmina Pozezdrze ma obszar 177,3 km², w tym:
- użytki rolne: 48%
- użytki leśne: 27%

Gmina stanowi 25,57% powierzchni powiatu.

## Demografia

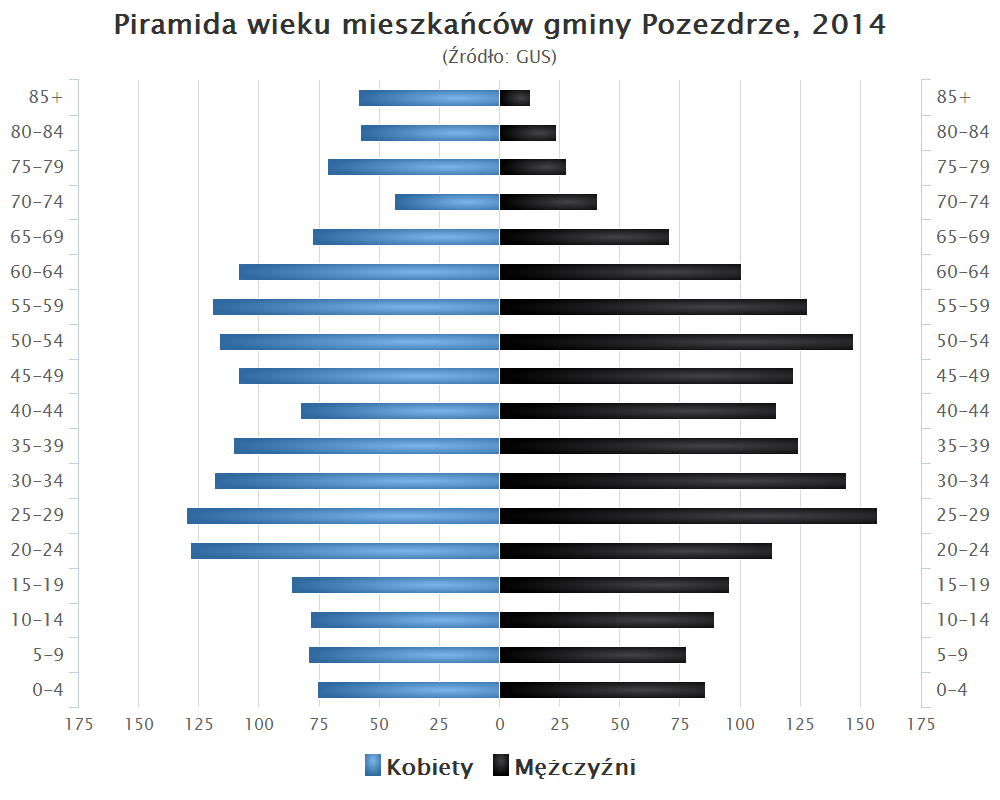
Piramida wieku mieszkańców gminy Pozezdrze w 2014 roku

Dane z 30 czerwca 2004:
| Opis                              | Ogółem | Ogółem | Kobiety | Kobiety | Mężczyźni | Mężczyźni |
| --------------------------------- | ------ | ------ | ------- | ------- | --------- | --------- |
| jednostka                         | osób   | %      | osób    | %       | osób      | %         |
| populacja                         | 3575   | 100    | 1797    | 50,3    | 1778      | 49,7      |
| gęstość zaludnienia (mieszk./km²) | 20,2   | 20,2   | 10,1    | 10,1    | 10        | 10        |

## Sołectwa
Gębałka, Harsz, Jakunówko, Kolonia Pozezdrze, Krzywińskie, Kuty, Pieczarki, Piłaki Wielkie, Pozezdrze, Przerwanki, Przytuły, Radziszewo, Stręgielek, Wyłudy.
Miejscowości bez statusu sołectwa: Okowizna, Dziaduszyn, Nowy Harsz, Sapieniec, Wilkus.

## Sąsiednie gminy
Banie Mazurskie, Budry, Giżycko, Kruklanki, Węgorzewo